# (488435) 2016 XM22
(488435) 2016 XM22 es un asteroide perteneciente al cinturón de asteroides, descubierto el 4 de diciembre de 2012 por el equipo del Catalina Sky Survey desde el Catalina Sky Survey, Arizona, Estados Unidos.

## Designación y nombre
Designado provisionalmente como 2016 XM22.

## Características orbitales
2016 XM22 está situado a una distancia media del Sol de 2,548 ua, pudiendo alejarse hasta 3,233 ua y acercarse hasta 1,864 ua. Su excentricidad es 0,268 y la inclinación orbital 11,11 grados. Emplea 1486,17 días en completar una órbita alrededor del Sol.

## Características físicas
La magnitud absoluta de 2016 XM22 es 17.